# Аккыз
Мугилсин Ахметкызы (более известная как Аккыз; 1897, посёлок Есалы, вблизи Балхаша, Карагандинская область — 7 мая 1987, там же) — советская казахская домбристка, певица.

## Биография
Происходит из подрода аксак-дадан рода тобыкты племени аргын.
Продолжила традиции кюйши Таттимбета. Вершин исполнительного мастерства достигла под руководством А. Хасенова. Особенно виртуозно исполняла кюи Таттимбета «Қосбасар», «Саржайлау», «Бесторе». Автор кюев «Қайран елім», «Аққыз», «Қосбасар». Наставница М. Хамзина, А. Абенова, Ж. Омашева и других.